# Kurek (Automarke)
Kurek war eine deutsche Automarke. Der Standort des Herstellers war in Puchheim.

## Geschichte
Der Elektronikspezialist Heinz Kurek (geboren 1938) hatte bereits 1970 einen Sportwagen für den Eigenbedarf hergestellt. 1998 stellte er mit Hilfe seines Sohnes Rainer sowie Franz Eichinger das nächste Modell her. Es wurde unter der Marke Kurek als GT 6 präsentiert.  2004 folgte der GT 7. Ein GT 8 war zumindest geplant. Rainer Kurek leitet das Beratungshaus Automotive Management Consulting. 2005 endete die Produktion.

## Fahrzeuge

### GT 6

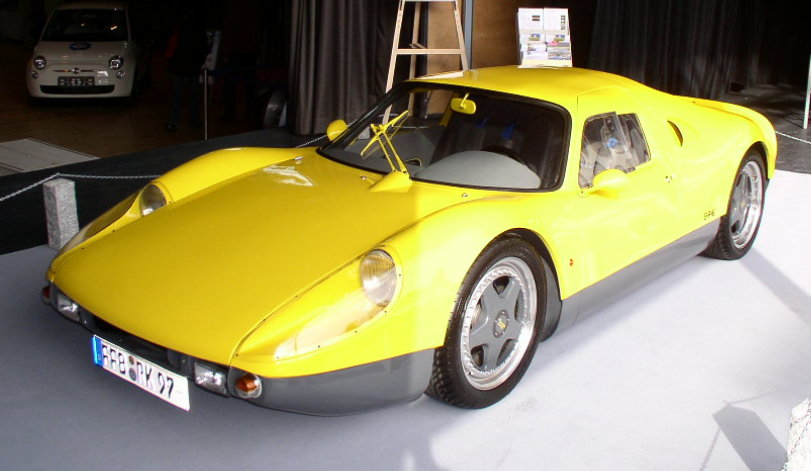
Kurek GT 6

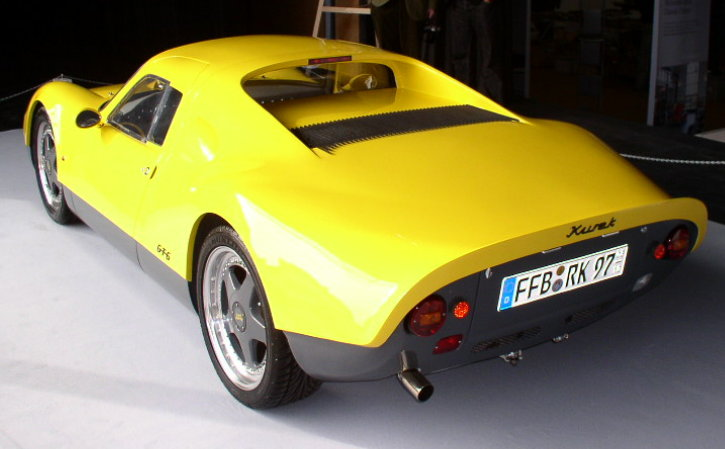
Heckansicht

Die Basis des Fahrzeugs bildete ein selbst konstruierter Kastenrahmen bzw. Leiterrahmen. Darauf wurde eine Karosserie aus GFK montiert. Sie ähnelte dem Porsche 904, mit Anleihen beim Ferrari Dino und Lola T70. Das Coupé bot Platz für zwei Personen.
Ein Sechszylinder-Boxermotor von Porsche war in Mittelmotorbauweise hinter den Sitzen montiert und trieb die Hinterräder an.
Das erste Fahrzeug hatte einen luftgekühlten Motor mit 3200 cm³ Hubraum und das zweite Fahrzeug einen wassergekühlten Motor mit 3400 cm³ Hubraum. Die Höchstgeschwindigkeit war mit 280 km/h angegeben. Das Leergewicht betrug etwa 750 kg, 780 kg, etwa 800 kg oder 830 kg.
Für das Fahrzeug wurde ein Preis von 130.000 Euro oder etwa 250.000 Euro genannt. Mehrere Quellen geben an, dass zwei Fahrzeuge entstanden. Abbildungen zeigen gelbe Fahrzeuge mit den deutschen Kennzeichen FFB-RK 111 und FFB-RK 107.

### GT 7
Eine Weiterentwicklung des GT 6 war der GT 7, der sich wie sein Vorgänger am Porsche 904 orientierte. Das Fahrzeug war etwa 100 cm hoch. Auch für dieses Modell waren 790 kg Leergewicht und 280 km/h Höchstgeschwindigkeit angegeben. Ein Sechszylindermotor von Porsche mit 2700 cm³ Hubraum und 220 PS trieb das Fahrzeug an. Das Fahrzeug verbrauchte weniger als sieben Liter Kraftstoff auf 100 Kilometer. Ein Fahrzeug in blau mit dem Kennzeichen FFB-HK 107 ist überliefert.